# 奇瑟爾峰
奇瑟爾峰（英語：Chisel Peak）是南極洲的山峰，座標67°39′39″S 67°39′53″W，位於葛拉漢地南部的法利埃海岸，處於普爾夸帕島的珀普萊克斯嶺東南面，海拔高度約1,400米（4,600英尺），由英國南極名稱諮詢委員會命名，現時由南極條約體系管理。